# Cascate di Monte Gelato

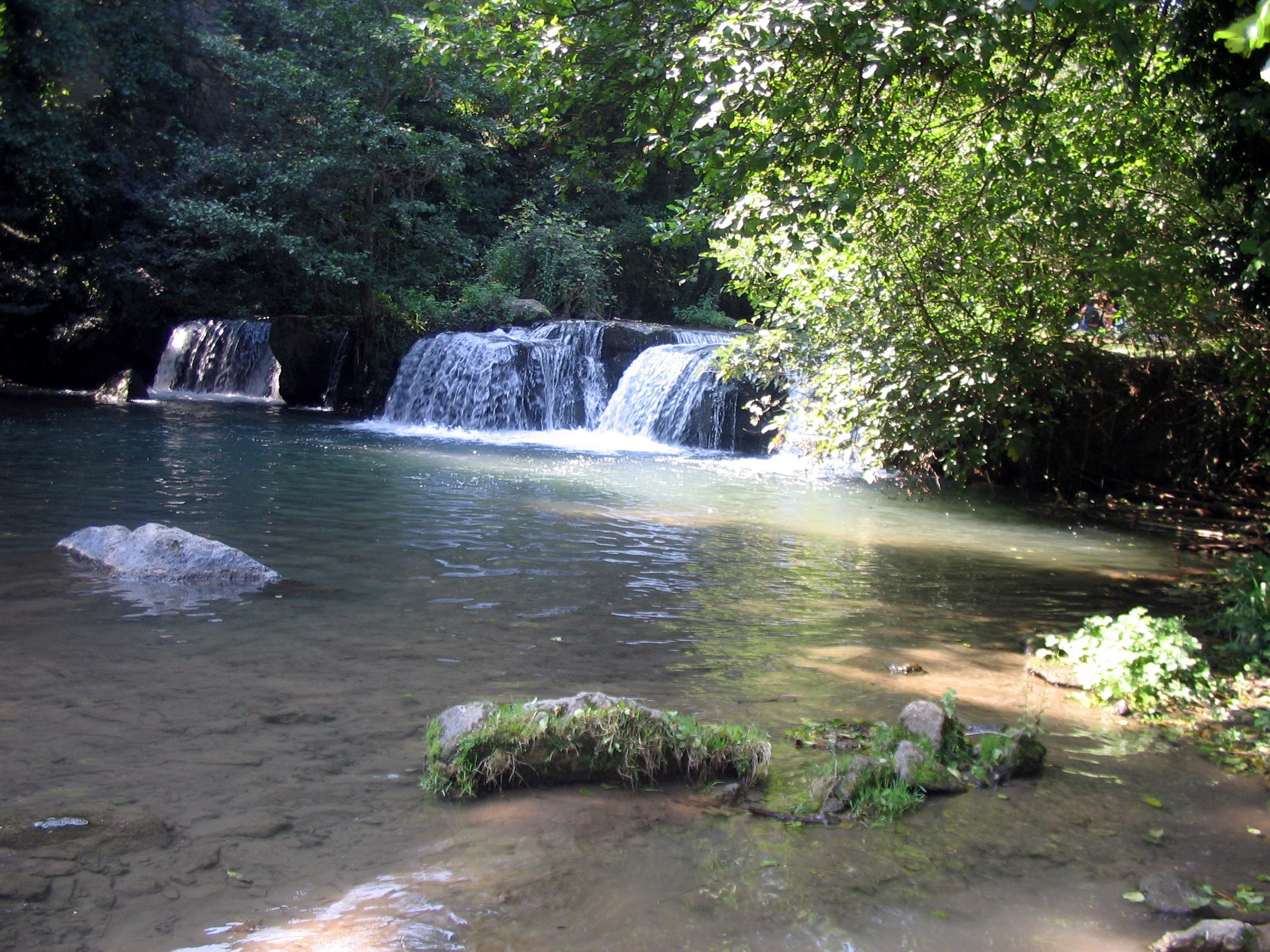
Cascate di Monte Gelato

Die Cascate di Monte Gelato (deutsch: Monte-Gelato-Wasserfälle) sind ein Wasserfall in Italien.
Die Wasserfälle im Lauf des Flusses Treja befinden sich 33 Kilometer nördlich von Rom im Gemeindegebiet von Mazzano Romano in der Provinz Viterbo. Sie gehören zum Naturpark Valle del Treja. Die nur wenig mehr als zwei Meter hohe Kaskade stellt kein eindrucksvolles Naturschauspiel dar, bietet jedoch einen reizvollen Anblick.
Trotz ihrer bescheidenen Ausmaße haben die Cascate di Monte Gelato besondere Bedeutung erlangt, da sie zu den am häufigsten in Filmen verwendeten Drehorten zählen. Da die markanten Wasserfälle leicht zugänglich und von den Cinecittà-Filmstudios aus mit geringem Zeitaufwand erreichbar waren, wurden sie in den 1950er und 1960er Jahren Schauplatz von Szenen in zahlreichen italienischen Filmen. Besonders in den Sandalenfilmen der frühen 1960er Jahre waren die Monte-Gelato-Fälle ein sehr häufig genutztes und leicht wiedererkennbares Motiv, erscheinen aber auch noch in Fantasyfilmen der 1980er Jahre wie etwa Ator – Herr des Feuers.